# شهرستان پوونگسک
شهرستان پوونگسک (به لهستانی: Powiat Płońsk) یک شهرستان در لهستان است که در استان ماسوویان واقع شده‌است. شهرستان پوونگسک ۱٬۳۸۳٫۶۷ کیلومتر مربع مساحت و ۸۷٬۴۳۰ نفر جمعیت دارد.